# Keeper Of The Seven Keys - The Legacy
Keeper Of The Seven Keys-The Legacy es el undécimo álbum del grupo de power metal Helloween lanzado el 28 de octubre de 2005. Es el primer álbum de la banda con el baterista Dani Löble. La cantante estadounidense Candice Night aparece en la canción "Light the Universe".
Es la continuación de la mítica saga de "Keeper of the seven keys part 1" (1987) y "Keeper of the seven keys part 2" (1988) siendo la "tercera parte", la conclusión de la historia de Helloween.
"The king for a 1000 years" retrata el advenimiento del mal, y en contraparte "Invisible man" el del bien. Canciones como "Do you know what you're fighting for" reflexionan sobre la temática abordada, en "Occasion avenue" se refleja el pasado, presente y el futuro y en "My life for One More Day" (pieza que cierra el disco) se muestra el "combate final" entre el bien y el mal con un final ambiguo dejando al espectador la posibilidad de elegir el destino de la saga.
A pesar de que nunca se confirmó si esta sería la última parte de los Keeper of the seven keys todo parecería indicar que así sería.
Esta tercera entrega fue catalogada por la crítica como el álbum más "Oscuro" de la trilogía, aduciendo que el sonido más moderno y la voz de Andi Deris eran el principal motivo.
El álbum tuvo un relanzamiento donde se agregaron 4 canciones "Born on judgement day", "Silent rain", "Mr. God"(CD Versión) y "Get it Up". Fue lanzado como un CD doble para darle una esencia más clásica, en palabras de Michael Weikath.
Reedicion
Se reeditó la versión original del álbum en el año 2014.
La canción "The king for a 1000 years" se recreó en versión electroacústica en el año 2009, utilizando una orquesta sinfónica real, para el álbum aniversario de la banda "Unarmed".
La portada
En ella se puede observar una nueva versión de "Demon", antagonista recurrente en las historias de Helloween, que porta un color escarlata y una apariencia de "Cyborg".
Es el retorno de "Pumpkin" (mascota de Helloween) en una portada principal de un álbum, ya que no se lo veía desde "The Time Of Oath". Hasta la fecha solo ha vuelto a aparecer en el segundo disco homónimo de la banda, el cual lanzaron en 2021.
La portada es la segunda más grande en tamaño (resolución) del grupo siendo superada solamente por la del álbum "Straight out of hell".

## Lista de canciones

### Disco uno
1. "The King for a 1000 Years" (Helloween/Deris) – 15:00
2. "The Invisible Man" (Gerstner) – 7:17
3. "Born on Judgment Day" (Weikath) – 6:14
4. "Pleasure Drone" (Gerstner) – 5:00
5. "Mrs. God" (Deris) – 2:55
6. "Silent Rain" (Gerstner/Deris) – 4:21

### Disco dos
1. "Occasion Avenue" (Deris) – 11:11
2. "Light the Universe" (con Candice Night) (Deris) – 5:30
3. "Do You Know What You're Fighting For?" (Weikath) – 4:45
4. "Come Alive" (Deris) – 3:33
5. "The Shade in the Shadow" (Deris) – 5:00
6. "Get It Up" (Weikath) – 4:13
7. "My Life for One More Day" (Grosskopf/Deris) – 7:00
8. "Revolution" (Japanese Bonus Track) - 6:06
9. "Run" (The name of your enemys) (Ep - Bonus) - 4:15

## Créditos
- Andi Deris – voz, teclados
- Michael Weikath – guitarra
- Sascha Gerstner – guitarra, teclados
- Markus Grosskopf – bajo[3]
- Dani Löble – batería